# Elasmosoma taiwanense
Elasmosoma taiwanense är en stekelart som beskrevs av Chou 1985. Elasmosoma taiwanense ingår i släktet Elasmosoma och familjen bracksteklar. Inga underarter finns listade i Catalogue of Life.